# Cambridge (Maryland)
Cambridge és una població dels Estats Units a l'estat de Maryland. Segons el cens del 2000 tenia 10.911 habitants.

## Demografia
Segons el cens del 2000, Cambridge tenia 10.911 habitants, 4.629 habitatges, i 2.698 famílies. La densitat de població era de 626 habitants per km².
Dels 4.629 habitatges en un 27,2% hi vivien nens de menys de 18 anys, en un 30,7% hi vivien parelles casades, en un 23,1% dones solteres, i en un 41,7% no eren unitats familiars. En el 36,1% dels habitatges hi vivien persones soles el 16,7% de les quals corresponia a persones de 65 anys o més que vivien soles. El nombre mitjà de persones vivint en cada habitatge era de 2,23 i el nombre mitjà de persones que vivien en cada família era de 2,88.
Per edats la població es repartia de la següent manera: un 24,4% tenia menys de 18 anys, un 7,9% entre 18 i 24, un 26,6% entre 25 i 44, un 22,3% de 45 a 60 i un 18,7% 65 anys o més.
L'edat mediana era de 39 anys. Per cada 100 dones de 18 o més anys hi havia 78,9 homes.
La renda mediana per habitatge era de 25.967 $ i la renda mediana per família de 32.118 $. Els homes tenien una renda mediana de 25.705 $ mentre que les dones 21.221 $. La renda per capita de la població era de 15.647 $. Entorn del 17,2% de les famílies i el 20,3% de la població estaven per davall del llindar de pobresa.

## Poblacions més properes
El següent diagrama mostra les poblacions més properes.